# Mistrzostwa Świata w Gimnastyce Artystycznej 1999
23. Mistrzostwa Świata w Gimnastyce Artystycznej odbyły się w dniach od 12 do 17 października 1999 roku w Osace. Zawody zostały zdominowane przez Rosję, której zawodniczki zdobyły pięć z dziewięciu złotych medali.

## Tabela medalowa
| Miejsce | Państwo  | Złoto | Srebro | Brąz | Razem |
| ------- | -------- | ----- | ------ | ---- | ----- |
| 1       | Rosja    | 5     | 3      | 3    | 11    |
| 2       | Grecja   | 2     | 1      | 0    | 3     |
| 3       | Ukraina  | 2     | 0      | 3    | 5     |
| 4       | Białoruś | 0     | 5      | 3    | 8     |

## Medalistki
| Konkurencja:                          | Złoto:            | Srebro:        | Brąz:              |
| Układy indywidualne                   |                   |                |                    |
| wielobój drużynowo                    | Rosja             | Białoruś       | Ukraina            |
| wielobój indywidualnie                | Alina Kabajewa    | Julija Raskina | Julija Barsukowa   |
| ćwiczenia ze skakanką                 | Olena Witryczenko | Alina Kabajewa | Julija Barsukowa   |
| ćwiczenia z obręczą                   | Olina Witryczenko | Alina Kabajewa | Jewgienija Pawlina |
| ćwiczenia z piłką                     | Alina Kabajewa    | Julija Raskina | Tamara Jerofiejewa |
| ćwiczenia ze wstążką                  | Alina Kabajewa    | Julija Raskina | Olena Witryczenko  |
| Drużynowe układy zbiorowe             |                   |                |                    |
| wielobój                              | Rosja             | Grecja         | Białoruś           |
| ćwiczenia z maczugami                 | Grecja            | Rosja          | Białoruś           |
| ćwiczenia z 3 wstążkami i 2 obręczami | Grecja            | Białoruś       | Rosja              |